# Мавзолей на Евренос бей
Мавзолеят на Евренос бей (на гръцки: Μαυσωλείο του Γαζή Εβρενός) е историческа постройка в град Енидже Вардар, Гърция.

## История
Сградата е разположена в центъра на града, на главната улица „Странджа“, в североизточния край на стария османски пазар. Построена върху гроба на завоевателя на града Евренос, умрял в 1417 година, и е място за поклонение. Около гробницата са погребани членове на семейството му, както информира пътешественикът Евлия Челеби в XVII век. Евлия Челеби описва оригиналния мавзолей – еднопространствена сграда с прозорци от двете страни и оловен купол, под който е мраморният гроб на Евренос.

Цялото описание на мавзолея от Евлия Челеби е както следва: 
| „ | Най-лична е тази на главното око на безстрашните завоеватели и удостоеният с честта на ратник за божието дело, т. е. гробницата на Гази Евренос бей. Той е погребан в този град в една каменно-хоросанена сграда, украсена с покрит с олово купол. Вътрешността под този купол е на два етажа — гробница на завоеватели. На долния, до който се стига по каменна стълба от три стъпала, в подземието в един продълговат мраморен сандък лежи святото тяло на обичания Гази Евренос. На етажа намиращ се над това подземие пак под същия купол, има още един мраморен ковчег. На камъните, които се намират по краищата към главата и към краката му, им; следния надпис... На края е датата му — че бил написан през 820 (1417) година. Всъщност неговото свято тяло е погребано в мраморния ковчег, който е на долния етаж. В никоя област досега аз не съм виждал просветлена гробница от този тип. Що се касае до високия ѝ купол той околовръст е украсен с тесни прозоречни процепи та е изпълнен със светлина купол като на двореца Арим. Всеки сухопътен или морски пътешественик е оставил следа на стената с някакъв особено краснописно написан надпис. Божията милост да бъде над него че бидейки един от военачалниците на Гази султан ... хан е завладял 760 града, крепости и паланки. Нека раят на възвишените да му бъде вечно жилище. | “ |

Днешната сграда е с Т-образна форма и има три строителни фази. Първоначалното ядро на мазволея е сегашното северозападно, почти квадратно пространство на паметника, почти напълно идентично с описанието на Евлия Челеби и датиращо от XV век. Стените му са от големи правоъгълни блокове. Гробът е бил в запазната стена и по-късно е повдигнат. Стените са украсени със стенописи, имитиращи облицовка. Достъпът е през тясна мраморна врата в средата на южната стена.
Втората строителна фаза е на западната част на съвременната сграда. Стените са изградени от камък с тухлени зони. Времето на изграждането е несигурно, но е след посещението на Евлия Челеби в средата на XVII век.
Третата фаза е от началото на XX век, когато сградата е променена радикално и започва да служи и като джамия. Добавено е голямо пространство на изток и така се получава Т-образната форма. Сградата е покрита с плосък покрив с три ниски куполчета без барабани в северозападния, югозападния и югоизточния ъгъл. Стените а новата част са изградени с камъни, редуващи се с тухлени ленти. При този ремонт новите и предишните стени са подсилени с метални скоби. Достъпът е от изток през врата с мраморна каса. Над нея има надпис с годината 1910 – 1911. В интериора на запад е оформен михраб за нуждите на джамията. Тогава гробницата е декорирана със стенописи и орнаменти от зографа Божин Стаменитов (Емануил Стаматиадис). Неокласически елементи украсяват всички стени. В специална ниша в стената на северозападното пространство са поставени две мраморни плочи с надпис, който първоначално явно е бил на гроба на Евренос, и чието съществуване се споменава и от Евлия Челеби. Надписът дава точната дата на смъртта на Евренос – сряда, 17 ноември 1417 г.
Няколко години след като Енидже Вардар попада в Гърция в 1912 година, мавзолеят е превърнат във фабрика за памук, което води до големи промени в сградата. В средата на 80-те години мавзолеят става собственост на министерството на културата и промишлените сгради и съоръжения са премахнати. Министерството дава сграда на общината, за да се използва като място за културни дейности. От април 2006 г. до първата половина на 2008 г. мавзолеят е реставриран и подготвен за археологически музей. Реставрацията възстановява колкото е възможно вида на сградата в началото на XX век, като интервенциите са леки и са предимно в укрепване на сградата.
В 1935 година мавзолеят е обявен за паметник на културата.